# 瑞都塔爵士俱樂部

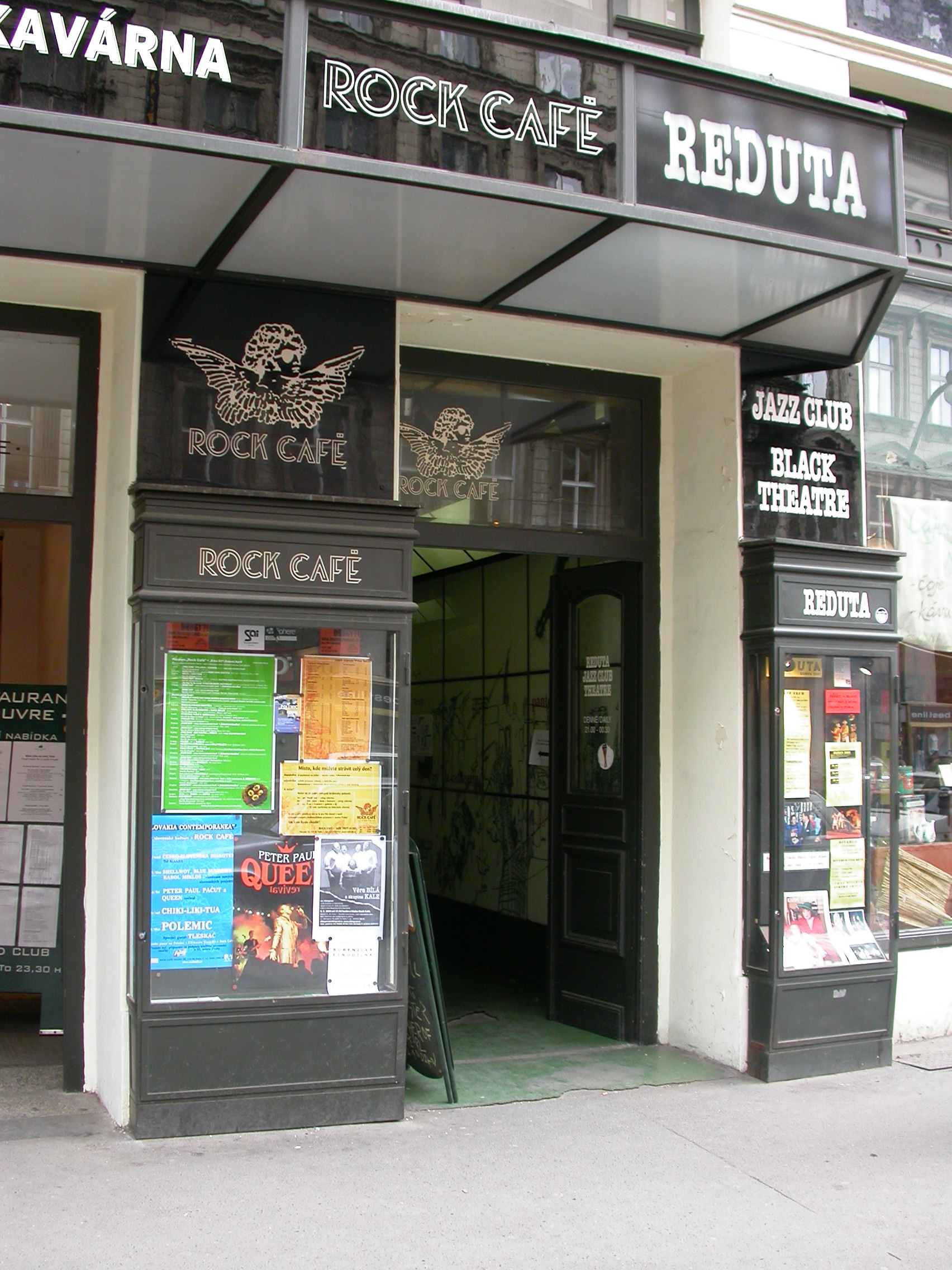
布拉格的瑞都塔爵士俱樂部

瑞都塔爵士俱樂部（英語：Reduta Jazz Club）是一間位於捷克布拉格的音樂俱樂部和戲劇舞台，坐落在民族大街的市中心，鄰近國家大劇院。該俱樂部特別著名的有，1994年美國總統比爾·克林頓主演的薩克斯風即興表演。瑞都塔是布拉格歷史最悠久的爵士俱樂部。

## 歷史
1957年，該俱樂部由貝斯手Jan Arnet成立，並取名，名字源自於其興趣和音樂的一個術語瑞都塔。其早期形成是與雅閣俱樂部的活動有關，一齣「小舞台劇場」發揮了重要的影響，影響國內在這個時代戲劇和音樂的發展。那時候（60年代初），瑞都塔支持小劇場樂團，例如「Jára Cimrman劇場」和「Lyra Pragensis」。50年代，一開始該俱樂部還試圖推廣爵士樂，在當時這種風格被執政的捷克斯洛伐克共產黨譴責。1958年6月2日，著名的爵士樂合奏「Studio 5」首場音樂會於瑞都塔演奏，陣容包括爵士樂的重要代表人物，像是Karel Velebný和Luděk Hulan。
瑞都塔的藝術表演者包括爵士樂表演者來自世界各地。像是溫頓·馬沙利斯、戴夫·布魯貝克以及奇克·柯瑞亞，都於此俱樂部表演。捷克的藝術家，像是Vlasta Průchová、Karel Krautgartner、Miroslav Vitouš、Jiří Jelínek以及Jiří Stivín也經常在俱樂部表演。自1964年以來，該俱樂部還積極參予籌備布拉格國際爵士音樂節。
80年代末，瑞都塔爵士俱樂部成為了天鵝絨革命的中心之一。共產黨政權結束後，仍保有一定的吸引力。1994年，美國總統比爾·克林頓在他的總統任期內，於瑞都塔以薩克斯風表演傳統的爵士音樂即席演奏會，獻給捷克總統瓦茨拉夫·哈維爾。
現今，瑞都塔專注於融合爵士樂與現代前衛風格。過去一年計畫結合搖擺樂、迪克西蘭、主流以及現在爵士樂，還結合大樂團、藍調、放克、巴薩諾瓦以及爵士流行。瑞都塔加入了來自布拉格年輕的戲劇團體的黑光劇場、默劇劇場以及創新的表演。

## 外部連結
- 官方網站

50°4′55.31″N 14°25′6.20″E / 50.0820306°N 14.4183889°E